# Південно-Кузбаська ТЕС
Південно-Кузбаська ТЕС — теплова електростанція у Кемеровській області Росії. 
Котельне господарство станції сформували 11 парових котлів виробництва Подольського котельного заводу типу ПК-10П продуктивністю по 220 тон пари на годину, які стали до ладу в 1951 (два), 1952, 1953 (три), 1954 (два), 1955 (два) та 1956 роках. Від них живились вісім парових турбін від Ленінградського металічного заводу: 
- введені в 1951 – 1954 роках шість турбін типу К-50-90 потужністю по 50 МВт (станційні номери 1 – 5 та 7);
- дві запущені в 1953 та 1956 роках турбіни типу К-100-90 потужністю по 100 МВт (номери 6 та 8).
Таким чином, загальна потужність станції становила 500 МВт, при цьому в 1962 – 1965 роках завдяки проведеним модернізаціям цей показник вдалось довести до 538 МВт.
В 1975 – 1980 роках турбіни №6 та №7 модернізували у теплофікаційні типу Т-88/106-90 зі зменшенням базової потужності до 88 МВт.
В 2003-му турбіну №5 замінили на нову виробництва Ленінградського металічного заводу типу Т-115-8,8 потужністю 113 МВт. Враховуючи, що турбіни №№ 1 – 4 та №7 були переноміновані до рівня у 53 МВт, загальна потужність станції рахується як 554 МВт при тепловій потужності у 581 Гкал/год.
Є відомості, що ще в 1982-му новий генератор отримав турбоагрегат №4. В 1992 і 1994 роках те саме відбулось з турбоагрегатами №6 та №8, а в 2021-му новий генератор отримав турбоагрегат №2.
Як паливо ТЕЦ використовує вугілля. 
Для видалення продуктів згоряння призначені три димарі заввишки по 100 метрів. 
Для технологічних потреб використовується вода з річки Кондома.
Видача продукції відбувається під напругою 110 кВ та 35 кВ.